# Ponte Nova (tiểu vùng)
Ponte Nova là một tiểu vùng thuộc bang Minas Gerais, Brasil. Tiều vùng này có diện tích 4875 km², dân số năm 2007 là 138439 người.